# Vals oranjetipje
Het vals oranjetipje (Colotis evagore) is een vlindersoort uit de familie van de Pieridae (witjes), onderfamilie Pierinae.
Het vals oranjetipje komt voor in Afrika, het zuiden van Spanje en het zuidwesten van het Arabisch schiereiland.
Colotis evagore werd in 1829 beschreven door Klug.